# Marie Le Franc
Marie Le Franc (4 de octubre de 1879 – 29 de diciembre de 1964) fue una escritora francesa que encontró mucha inspiración en Canadá.

## Biografía
Nació en Sarzeau, hija de un agente de aduanas, y fue educada en la École des soeurs de Sarzeau en Morbihan y en la École normale de Vannes, donde recibió su diploma de enseñanza. Dio clases en Morbihan durante varios años y luego se marchó a Montreal en 1906, donde pensaba casarse con Arsène Bessette. El matrimonio nunca tuvo lugar pero Le Franc continuó enseñando en la región. Regresó a Francia en 1929 pero continuó visitando Canadá hasta 1958.
Publicó dos volúmenes de poesía, Les Voix du cœur et de l'âme (1920) y Les Voix de misère et d'allégresse, así como novelas y cuentos. Su novela de 1925, Grand-Louis l'innocent ganó el Prix Femina francés. Su trabajo también apareció en Le Mercure de France, el Album universel y Les Carnets viatoriens.
Le Franc fue nombrada Chevalier en la Legión de Honor francesa en 1953.
Falleció en Saint-Germain-en-Laye a los 85 años de edad.
El lago Marie-Le Franc en la Reserva natural de Papineau-Labelle fue nombrado en su honor en 1934.

## Obra selecta
- Le Poste sur la dûne, novela (1928)
- Hélier: fils des bois, novela (1930)
- Grand-Louis le Revenant, novela (1930)
- Au pays canadien-français, ensayo (1931), recibió el Prix Montyon de la Académie française
- Dans l'île. Romano d'Ouessant, novela (1932)
- Visages de Montréal, historias (1934?)
- La Rivière solitaire, novela (1934)
- La Randonnée passionnée, novela (1936)
- Les Pêcheurs de Gaspésie, novela (1938)
- O Canadá, Terre de nos aïeux!, historias (1947)
- Le Fils de la forêt, novela (1952)